# Alte Mälzerei (Mosbach)

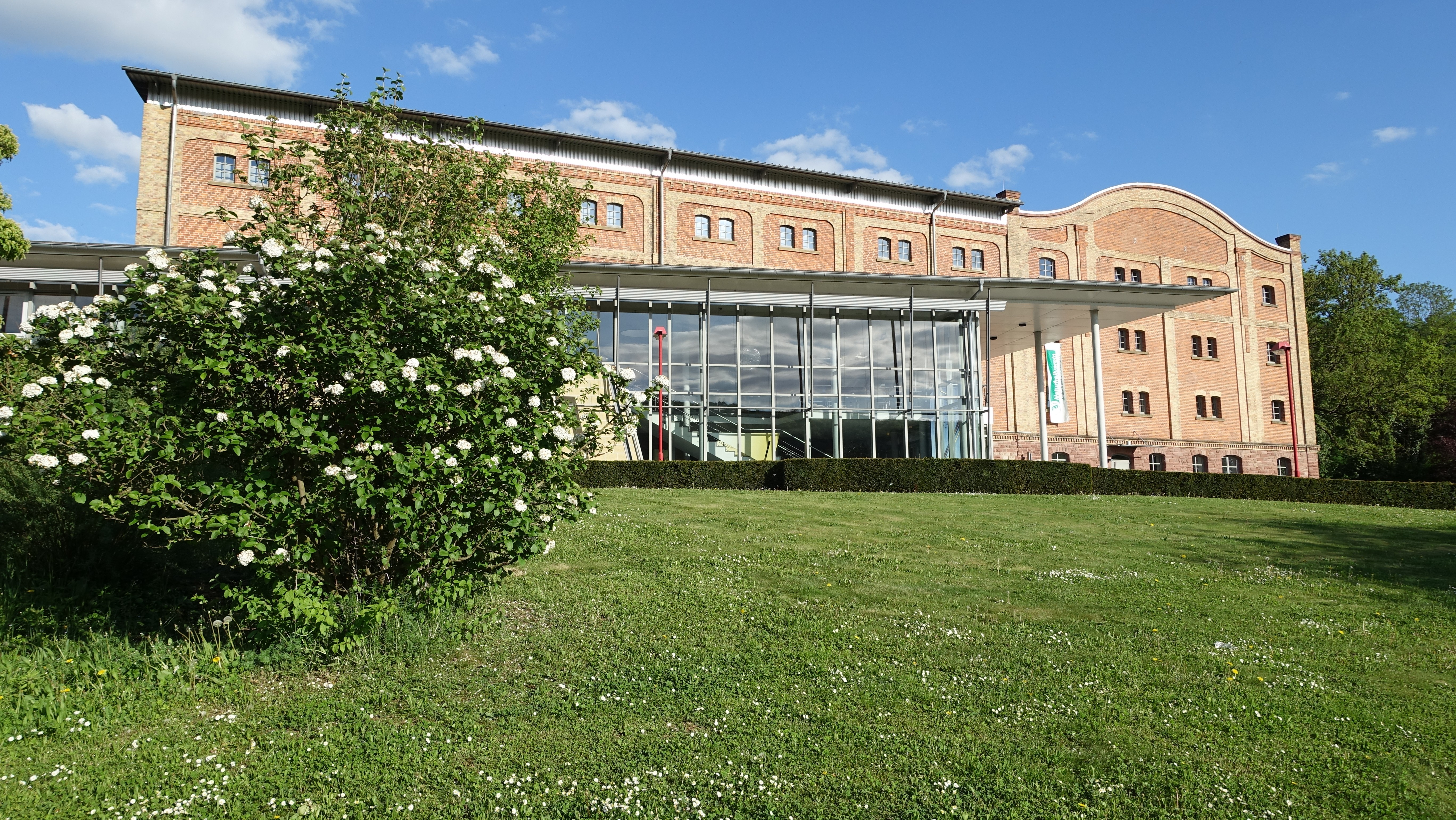
Alte Mälzerei in Mosbach

Die Alte Mälzerei ist ein Kultur- und Tagungszentrum in Mosbach im Neckar-Odenwald-Kreis. Sie dient als Veranstaltungsstätte für den gesamten Kreis und wird genutzt für Kulturveranstaltungen, Show- und Theatergastspiele, Konzerte, Diavorträge, Messen, Comedyauftritte und wird an Vereine und für private Feiern vermietet.

## Geschichte
1908 wurde die Mälzerei von der Privatbrauerei Hübner errichtet und lag damals noch am Rand der Stadt, die sich vor allem erst nach dem Zweiten Weltkrieg stark ausgedehnt hat. Bis in die 60er Jahre wurde hier Malz für die Bierproduktion verarbeitet. 1980 musste die Brauerei schließen und das inzwischen denkmalgeschützte Gebäude wurde bis zu seinem Umbau Ende der 1990er Jahre nicht mehr genutzt. 1997 wurde das Kultur- und Tagungszentrum eröffnet. Es ersetzte die marode und nicht mehr zeitgemäße Stadthalle als Hauptveranstaltungsstätte der Kreisstadt.

## Gebäude

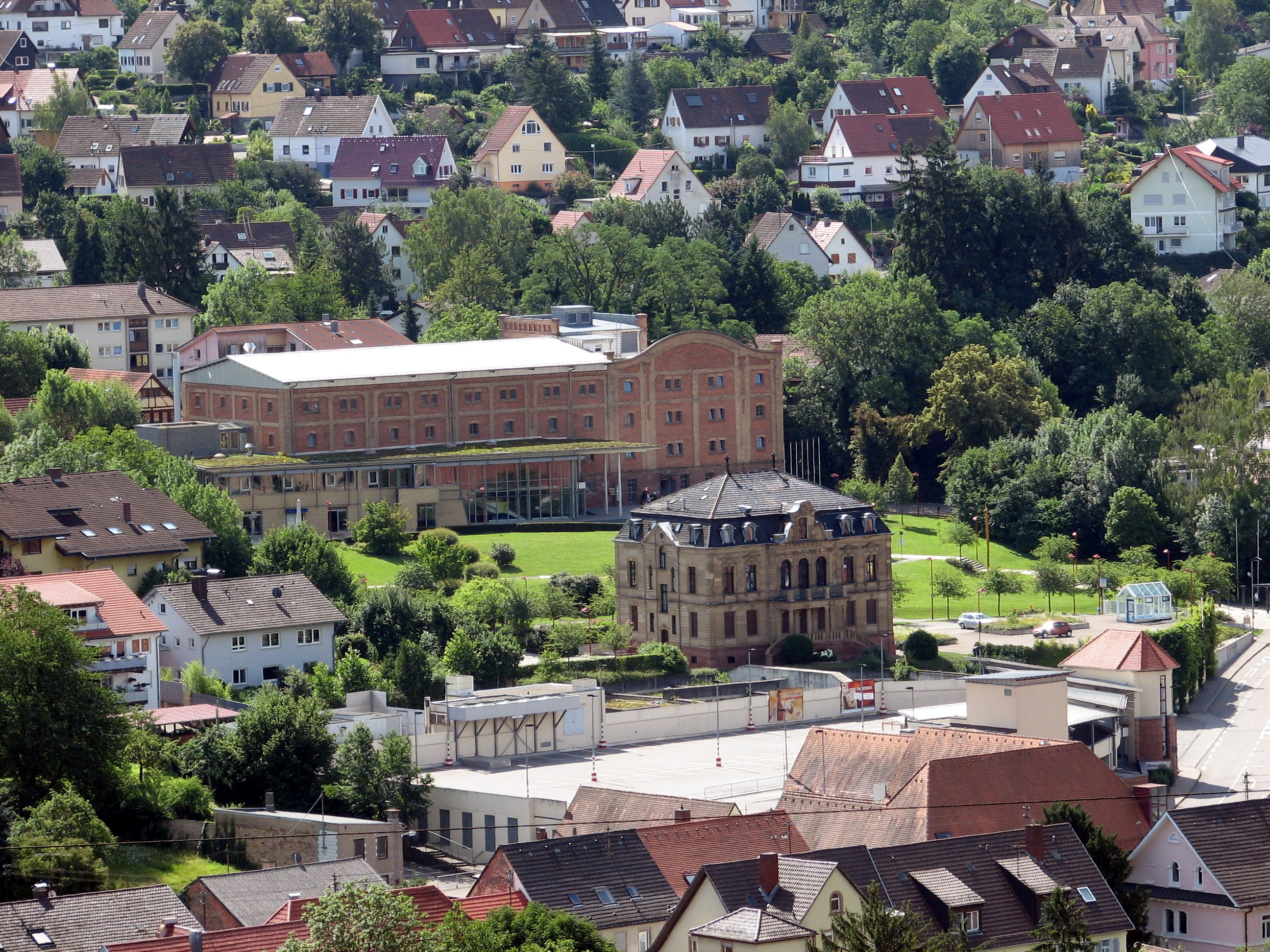
Die vor der Alten Mälzerei gelegene Villa Hübner gehörte einst ebenfalls zur Brauerei Hübner

Das zentrale Gebäude ist ein historischer Backsteinbau. Im ersten Obergeschoss befindet sich der große, teilbare Saal mit der Hauptbühne. Hier finden zusammen mit der Empore bis zu 1160 Personen Platz. In Richtung Bühne gesehen auf der rechten Seite befinden sich die Zugänge zum Foyer. Das große, zweistöckige Foyer wurde vor das alte Gebäude angebaut und hat eine verglaste Fassade und einen kleinen Balkon über dem Eingang. Im hinteren Teil des Foyers befinden sich eine kleine Bar und das Treppenhaus zum zweiten Obergeschoss mit der Empore des großen Saals.
Im mittleren Bereich gelangt man über eine große Treppe und einen Aufzug in die untere Foyer-Ebene. Dort befinden sich der Haupteingang, die Garderoben und ein Restaurant, das auch der Dualen Hochschule Baden-Württemberg Mosbach als Mensa dient. Das untere Foyer erstreckt sich bis in das alte Gebäude. Der Bau ist Künstlergarderoben und Seminarräumen ausgestattet. Der ehemalige Hopfenkeller kann als Partykeller genutzt werden.
Die Bühne im großen Theatersaal ist 12 Meter breit, hat eine Größe von 137 m², zusätzlich eine Vorbühne von 17 m². Der Saal ist mit moderner Bühnentechnik, fest eingebauter Beleuchtungs- und Beschallungstechnik und einem Aufzug mit 1800 kg Tragkraft ausgestattet.

## Umgebung
Vor der alten Mälzerei wurde ein kleiner Park angelegt, durch den man aus der Innenstadt und von den Parkdecks zum Gebäude gelangt. Über eine Seitenstraße können der Vorplatz und die Ladezone direkt mit Fahrzeugen erreicht werden. In der näheren Umgebung befinden sich Wohngebiete, die Altstadt mit der Fußgängerzone und der Campus der DHBW Mosbach.